# Bannière jaune à bordure
La bannière jaune à bordure (chinois simplifié : 镶黄旗 ; chinois traditionnel : 鑲黃旗 ; pinyin : xiāng huáng qí, par opposition à la bannière jaune (ou bannière jaune régulière) est une des huit bannières divisant les troupes militaires sous la dynastie Qing. Elle se termine en 1911, lors de la révolution Xinhai qui fait tomber la dynastie Qing, dirigeant la Chine impériale et voit débuter la République de Chine (1912-1949).

## Principales divisions
Elle comprend :
- Bannière mandchoue jaune à bordure
- Bannière han jaune à bordure
- Bannière mongole jaune à bordure
- Bannière auxiliaire jaune à bordure